# Hospital das Forças Armadas (Brasil)
O Hospital das Forças Armadas do Brasil é uma instituição de saúde, situada em Brasília, mantida pelo Ministério da Defesa do Brasil.

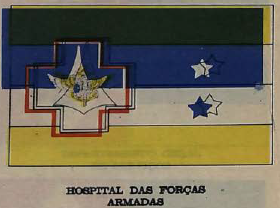
Bandeira do Hospital das Forças Armadas na Portaria Ministerial nº 793, de 4 de julho de 1980.

## História
Criado pelo Primeiro-Ministro, Francisco Brochado da Rocha, que assinou o decreto do  Presidente do Conselho de Ministros nº 1310, de 08 de agosto de 1962 juntamente chancelado pelos então ministros da Marinha, do Exército e da Aeronáutica.

## Heráldica
Os símbolos do HFA foram originalmente criados pela Portaria nº 01-FA-1-160, de 04 de agosto de 1971, mas que foram recebendo alterações no tempo de modo que a Portaria nº 3598/MD, de 21 de novembro de 2011 documentou um novo formato heráldico e sua configuração atual vigora nos termos da Portaria Nº 4.349/GM/MD de 15 de dezembro de 2017, assinada pelo então Ministro da Defesa, Raul Jungmann.